# Perlavia
Perlavia è un centro abitato della parrocchia civile ovetense di Trubia, nella regione delle Asturie in Spagna.
È situato a 14,9 km da Oviedo, nella sinistra della valle del Trubia, a un'altitudine che varia tra i 370 e i 410 metri. Vi si accede attraverso una deviazione della strada ASSO-313. 
Ha una popolazione di 50 persone (2017), che abitano in case di architettura tradizionale, presentando alcune scale esteriori e corridori. Vi si possono trovare diversi hórreos ben conservati, con tallas e rilievi artistici.